# Hemitaurichthys
Hemitaurichthys is een geslacht van straalvinnige vissen uit de familie van de koraalvlinders (Chaetodontidae). Het geslacht is voor het eerst wetenschappelijk beschreven in 1876 door Bleeker.

## Soorten
De volgende soorten zijn bij het geslacht ingedeeld:
- Hemitaurichthys multispinosus Randall, 1975
- Hemitaurichthys polylepis (Bleeker, 1857)
- Hemitaurichthys thompsoni Fowler, 1923
- Hemitaurichthys zoster (Bennett, 1831)